# Missナイト & Missデイ
『Missナイト & Missデイ』（ミスナイトアンドミスデイ、朝鮮語: 낮과 밤이 다른 그녀）は、韓国JTBCで2024年6月15日から8月4日まで放送されたテレビドラマ。日本ではNetflixで同時配信されている。

## あらすじ
公務員試験に落第し続ける20代の就活生イ・ミジン（チョン・ウンジ）。ミジンはいつの間にか就職詐欺に嵌ったことを検事のケ・ジウン（チェ・ジニョク）に見抜かれる。ミジンは詐欺で両親の金まで失った。は一晩中お酒を飲みながら、他の人に生まれ変わりたいと切実に望んでいた。一夜に家に迷い込んだ猫を見つけると井戸の中へ転落。翌朝に起床すると30歳も歳を取った熟年女性（イ・ジョンウン）になっていた。ミジンの母イム・チョン（チョン・ウンジュ）は「変な熟女が家宅侵入をした」と警察に通報。家を追い回され、交番に連行されることに。ミジンは「ドッキリなの？本当に96年生まれなのに」と警官と両親に訴えた。シニアインターンの公募を見つけたミジンは応募することになった。持ち前の体力をシニアインターン試験で見せ、面接で満点最年少合格。ミジンは清掃担当となり、憧れの公務員になったことを喜んでいた。やがて、清掃係として働くミジンはケ・ジウンと再会する。そんな中、殺人事件が発生し、ミジンは犯人と鉢合わせしてしまう。

## 登場人物

### 主要人物
- イム・スン：イ・ジョンウン（昼）／チョン・ウンジ（夜）[3][4]

ヒロイン。目覚めると昼は50代の姿、夜は20代の姿になっていた。
公募していたソハン地方検察庁のシニアインターンに応募し、最年少で合格。仕事が早く、退社時間には即座に帰宅。
- イ・ミジン：チョン・ウンジ[3][5]

8年間の放浪生活を送る28歳の就活生。
様々なアルバイトを蓄積して、毎度の公務員試験に挑んでいる。叔母のスンは20年前に失踪したまま、見つかっていない。
- ケ・ジウン：チェ・ジニョク[5]

ソハン地方検察庁麻薬捜査担当検事。
ソウル中央地検の検事であったが、自ら申し出て、ソハン地方検察庁に異動。休日まで働く仕事人間であるが、ミジンとの出会いでやがて、心が揺れてゆく。
- コ・ウォン：ペク・ソフ（朝鮮語版）[5]

トップアイドルグループ"キングランド"のメインボーカル。
不祥事でソハン地方検察庁の社会服務要員となったが、自分を傷害未遂から助けてくれたミジンに心惹かれる。

### ソハン地方検察庁関係者
- チュ・ビョンドク：ユン・ビョンヒ（朝鮮語版）

ソハン地方検察庁捜査官。ジウンを補佐する。
- タク・チョンヒ：ムン・イェウォン（朝鮮語版）

ソハン地方検察庁の女性検事。ジウンとは大学の同期。
- チャ・ジェソン：キム・グァンシク（朝鮮語版）

ソハン地方検察庁次長検事。シニアインターン採用に注力している。
- ウ・ヨン：キム・ミラン

ソハン地方検察庁シニアインターン担当指導官。

### ソハン地方検察庁シニアインターン
- ソ・マルテ：チェ・ムイン（朝鮮語版）

元刑事。
- クム・グァンソク：キム・ジェロク（朝鮮語版）

シニアインターン最年長。
- ナ・オクヒ/コン・ウンシム：ぺ・ヘソン（朝鮮語版）

スンより美貌を保っているシニアインターン。
- コ・ナフン：チェ・ボモ（朝鮮語版）

元軍人、軍事演習で右足を負傷している。
突然、インターンを辞退し、姿を消してしまう。
- ペク・チョルギュ：チョン・ジェソン（朝鮮語版）

ファドン病院元院長。

### ミジンの周辺人物
- ト・ガヨン：キム・アヨン（朝鮮語版）

ミジンの親友。美容系動画配信者。
- イム・チョン：チョン・ヨンジュ（朝鮮語版）

ミジンの母。精肉店店主。
心の中では、20年前に失踪した妹のスンの消息を探し続けている。
- イ・チャンハク：チョン・ソギョン（朝鮮語版）

ミジンの父。チョンの夫。
心優しい性格で妻に尻を敷かれている。
- ト・ピョンガン：アン・ソンウ（朝鮮語版）

トガビル不動産オーナー。ガヨンの父。
チャンハクとは旧知の仲。

### 特別出演
- 検事：ユン・バク（朝鮮語版）

ソウル中央地検に配属しているジウンの同僚検事。

## スタッフ
- 演出：イ・ヒョンミン、チェ・ソンミン
- 脚本：パク・ジハ

## 視聴率
| 6月15日 | 3.998%  | 4.600%  |
| 6月16日 | 3.602%  | 3.783%  |
| 6月22日 | 4.457%  | 4.916%  |
| 6月23日 | 6.037%  | 6.338%  |
| 6月29日 | 6.154%  | 6.873%  |
| 6月30日 | 7.666%  | 8.218%  |
| 7月6日  | 5.719%  | 6.157%  |
| 7月7日  | 8.391%  | 9.056%  |
| 7月13日 | 7.473%  | 7.397%  |
| 7月14日 | 8.376%  | 8.693%  |
| 7月20日 | 7.101%  | 6.729%  |
| 7月21日 | 9.368%  | 9.423%  |
| 7月27日 | 7.943%  | 8.137%  |
| 7月28日 | 8.287%  | 8.277%  |
| 8月3日  | 8.707%  | 8.618%  |
| 8月4日  | 11.744% | 12.092% |